# Bob Malmström
Bob Malmström ist eine 2010 gegründete finnlandschwedische Hardcore-Punk-Band.
Bandmitglieder sind Carolus Aminoff (Gesang), Olof Palmén (Gitarre), Carl Johan Langenskiöld (Bass), Wilhelm Wahlroos (Schlagzeug). Die Musik der Band ist ein sarkastischer „Bürgertum-Hardcore“ (borgarcore) über rechte Werte und Verachtung für die Armen und bricht damit mit der traditionellen Form des linken Punks. Die Liedtexte sind vorwiegend auf Schwedisch. Ihr erstes Konzert fand am 30. März 2010 statt.

## Diskografie (Auswahl)
- 2010: Vi är bättre än ni (EP, Eigenrelease)
- 2011: Välj Malmström (EP, Eigenrelease)
- 2011: Tala svenska eller dö (LP, Spinefarm Records)
- 2013: Punkens framtid (LP, Playground Music Scandinavia)
- 2015: Kejsarsnitt (EP, Playground)
- 2016: Vi kommer i krig (LP, Playground)